# Веселкін Михайло Михайлович
Михайло Михайлович Веселкін (рос. Михаил Михайлович Весёлкин) (13 листопада 1871 — 19 грудня 1919) — російський контрадмірал Свити його імператорської величності. Український дипломат, військово-морський аташе Посольства Української Держави в Болгарії (1918).

## Життєпис
Народився 13 листопада 1871 року в сім'ї чернігівського та херсонського губернатора Михайла Веселкіна (1842—1897), 28 травня 1906 року одружився з Ксенією Володимирівною Китаєвою, дочкою полковника В. М. Китаєва (з 1910 року — відставного генерал-майора по Адміралтейству).
- Юнкер флоту (1893), мічман (1894).
- Молодший флагман-офіцер штабу начальника ескадри Тихого океану (1900—1902), старший флагман-офіцер штабу командувача флотом в Тихому океані (1904—1905).
- Брав участь в Китайському поході 1900—1901 і російсько-японській війні.
- Старший офіцер яхти «Нева» (1906).
- Ад'ютант морського міністра (1906)
- Ад'ютант генерал-адмірала великого князя Олексія Олександровича (1907—1908).
- Флігель-ад'ютант (1908).
- Командир ескадрених міноносців «Інженер-механік Дмитрієв» (1909), «Гідний» (1909—1910), мінного загороджувача «Амур» (1910—1913; прибув на «Амур» в чині капітана 2 -го рангу 25 березня 1910 року, що будувався лінійного крейсера «Бородіно» (1913—1916).
- З 1913 командир крейсера «Бородіно», який діяв на Дунаї з метою надання допомоги Сербії.
- контрадмірал Свити його імператорської величності (6 грудня 1915, старшинство в чині з 23 грудня 1913).
- У роки Першої світової війни керував експедицією особливого призначення на Дунаї. Комендант Севастопольської фортеці (1916—1917). Зарахований в резерв чинів Морського міністерства (4 квітня 1917), звільнений через хворобу з мундиром і пенсією (20 серпня 1917).

## Українська Держава
На військовій службі в Українській Державі. Був близьким товаришем Гетьмана Павла Скоропадського по гвардії.. У 1918 році призначений військово-морським аташе Посольства Української Держави в Болгарії.
Розстріляний більшовиками 19 грудня 1919 року в Петрограді за постановою петроградської ЧК (Голова — В. Яковлєва, секретар Шимановський) у складі 13 осіб у справі «організації, що поставила собі за мету вербування контрреволюціонерів на Мурман».